# Affetti & dispetti
Affetti & dispetti (La nana) è un film del 2009 diretto da Sebastián Silva.
Presentato in anteprima dalla 25ª edizione del Sundance Film Festival, il film ha ottenuto numerosi riconoscimenti e l'apprezzamento della critica, soprattutto nei confronti della sua protagonista Catalina Saavedra.

## Trama
Raquel è una donna sulla quarantina, introversa e scontrosa, che da oltre vent'anni lavora come cameriera presso la ricca famiglia Valdes. Si sente parte integrante della famiglia, avendo un buon rapporto con i suoi datori di lavoro, Pilar ed Edmundo, va d'accordo con il figlio adolescente Lucas mentre ha un rapporto conflittuale con la figlia Camila. Quando la padrona di casa decide di assumere una nuova cameriera, da affiancarle, Raquel sente in pericolo la sua posizione nella casa e riesce a scacciare la nuova cameriera con crudeli maltrattamenti. Tuttavia, Raquel soffre di forti mal di testa, che la portano a svenire mentre è intenta a servire la colazione. Durante la sua convalescenza, la famiglia Valdes assume la giovane Lucy come nuova cameriera. Vedendo il buon rapporto che lega Lucy con la famiglia, Raquel la vede come una minaccia per la sua posizione, scatenando in lei comportamenti terrificanti.

## Distribuzione
Il film è stato distribuito in Italia dalla Bolero Film a partire dal 25 giugno 2010.

## Premi
- Sundance Film Festival: Grand Jury Prize World Cinema - Dramatic (Sebastián Silva) e Special Jury Prize World Cinema - Dramatic (Catalina Saavedra)
- Satellite Awards 2009: miglior film in lingua straniera
- Cartagena Film Festival: Critics Award al miglior film e Golden India Catalina alla miglior attrice (Catalina Saavedra)
- Gotham Awards: Breakthrough Award (Catalina Saavedra)
- Havana Film Festival: miglior attrice (Catalina Saavedra) e Grand Coral - Second Prize (Sebastián Silva)